# Managem
Managem S.A. (arabisch مناجم, DMG Manāǧim) ist ein marokkanisches Unternehmen mit Sitz in Casablanca. Es ist im Bergbau und der Montanindustrie tätig. Die Bergbautätigkeit der Gruppe umfasst 3 Produktfamilien:
- Grundmetalle: Kupfer, Zink und Blei
- Edelmetalle: Gold und Silber
- Kobalt und Derivate
- andere: hauptsächlich Fluorit

Die Gruppe entwickelt auch Aktivitäten im Bereich der Hydrometallurgie (Herstellung von Kobaltkathoden, Zinkoxid, Kupfer- und Nickelsulfat und Arsentrioxid). Sie ist neben Marokko auch in anderen afrikanischen Ländern wie Guinea, Gabun, Niger, Demokratische Republik Kongo, Sudan, Äthiopien tätig, vorwiegend in der Exploration. Weitere Tätigkeiten sind Ingenieur- und Bergbaudienstleistungen (geologische Studien, Baustellenmanagement usw.).
Die Aktien sind an der Bourse de Casablanca notiert und sowohl Teil des Moroccan All Shares Index (MASI) als auch des MASI 20, dem Index der 20 meist gehandelten Unternehmen.

## Geschichte
Im Jahr 1928 entdeckte Jean Epinat, ein französischer Industrieller, in Bou-Azzer in Marokko Gesteinadern, die an der Oberfläche hervorragen und mit einer Vielzahl von Mineralien, vor allem Kobalt, versehen sind. Es wurde die Gesellschaft Tifnout Tighanimine Company gegründet, die den Beginn der wirtschaftlichen Aktivitäten markiert. 1932 wurden Manganbergbauprojekte in Aoulouz und Eisenprospektionsarbeiten in Tanguerfa begonnen. Im Jahr 1934 wurde die Holdinggesellschaft ONA gegründet, die in verschiedenen Sektoren tätig ist.
1942 wurde mit der Mangangewinnung in Tiouine begonnen, 1949 die Société des Mines de Bouskour zur Ausbeutung einer Kupferlagerstätte in der Region Ouarzazate gegründet. 1954 wurde eine Beteiligung an einem führenden Bergbauunternehmen in Kasbat Tadla erworben. 1961 erfolgte die Gründung des Fluoridunternehmens Samine, 1969 der Société Métallurgique d'Imiter (SMI) und Beginn der Erschließung der Silberminen von Imiter. 1976 wurde die Kupferlagerstätte Bleida erschlossen, 1981 in Betrieb genommen. 1983 war Beginn der Engineering- und F&E-Aktivitäten durch die Gründung von Réminex.
1992 war die Inbetriebnahme der Polymetallmine Hajar. 1996 wird aus der ONA-Holding die Gesellschaft Managem. Im gleichen Jahr war die Aufnahme der hydrometallurgischen Tätigkeit für die Verarbeitung von Kobalthalden in der Mine Bou-Azzer. Ein Jahr später begann die Produktion von Kobaltkathoden aus den gleichen Konzentraten. 2000 erfolgte der Börsengang, 2001 die Inbetriebnahme der Goldmine Akka. Der Beginn des Goldabbaus in Guinea und die Inbetriebnahme der Zinkoxid-Produktionsanlage am Standort Guemassa geschahen im Jahr 2002. Die Inbetriebnahme der polymetallischen Mine Draa Sfar und der Beginn des Goldabbaus in Niger folgten im Jahr 2004. 2005 wurde die Gesellschaft Manatrade gegründet. Sie ist verantwortlich für Marketing und kommerzielle Aktivitäten. 2007 startete die Kupferproduktion in der Akka-Mine. 2011 erfolgten eine Kapitalerhöhung und die Öffnung für die Mitarbeiter der Gruppe. 2012 war der Beginn der Goldproduktion in Bakoudou, Gabun. Der Beginn der Kupferproduktion bei Jbel Laâssal geschah im Jahr 2013, ein Jahr später der Beginn der Kupferproduktion im Projekt Oumejrane. 2016 wurde eine Vereinbarung mit Wanbao Mining über Kupferprojekte in der Demokratischen Republik Kongo und eine Partnerschaft mit Avocet Mining plc rund um eine Goldmine in Guinea getroffen.

## Arsenbelastung bei Bou-Azzer
1999 schrieb El Houssaine Berdouzi auf Vorschlag (1995) seines Professors Jean-Claude Samama seine Doktorarbeit Etude de la Dispersion des Polluants Mineraus Autour de la mine de Bou-Azzer über die Arsenbelastung des Wadi Alougoum durch in der frühesten Mine abgebaute Kobaltarsenid (Modderit) als auch durch präkambrische Sedimente im Wadi. 2013 machte die marokkanische Zeitung Al Massa noch einmal darauf aufmerksam.  Celia Izoard erinnerte im Juli 2023 daran wie auch an die zweifelhafte Arbeitssicherheit bei Subunternehmen und Gewerkschaftsfreiheit.